# Lay All Your Love on Me
Singles de ABBA
Slipping Through My Fingers
(1981) One of Us
(1981)
Clip vidéo
[vidéo] « Lay All Your Love on Me », sur YouTube
Lay All Your Love on Me est une chanson du groupe de pop suédois ABBA extraite de leur septième album studio Super Trouper, sortie en 1980. Elle est sortie en 3 juillet 1981 en tant que septième et dernier single de l'album, au format maxi 45 tours et avec une sortie uniquement dans certains pays. Elle a notamment atteint la 7e place du classement britannique et la 1re place du classement disco américain. La chanson apparaît également sur la compilation du groupe ABBA Gold: Greatest Hits.

## Histoire et sortie
Lay All Your Love on Me est une chanson électro-disco écrite par Benny Andersson et Björn Ulvaeus, avec Agnetha Fältskog comme la chanteuse principale. L'enregistrement de la chanson a commencé aux Polar Music Studios à Stockholm le 9 septembre 1980, le mixage final de la chanson étant achevé le 10 octobre 1980.
Lay All Your Love on Me est connue pour un son de chants descendant à la fin du couplet directement précédant le refrain. Cela a été réalisé en envoyant les voix dans un dispositif d'harmonisation, qui a été mis en place pour produire une version légèrement plus basse de la voix. À son tour, sa sortie était renvoyée à son entrée, abaissant ainsi continuellement la hauteur des voix. Andersson et Ulvaeus ont estimé que le refrain de la chanson sonnait comme un hymne, de sorte que des parties du chant dans les refrains ont été exécutées par un vocodeur, pour recréer le son d'un chant de congrégation d'église, légèrement désaccordé. 
La chanson n'était pas destinée à être sortie en single à l'origine, mais a été publiée sous forme maxi 45 tours au Royaume-Uni et dans quelques autres pays en 1981. Lay All Your Love on Me a depuis été reprise de nombreuses fois et est également présentée dans la comédie musicale Mamma Mia ! ainsi que son adaptation cinématographique.

## Liste des titres
| A1. | Lay All Your Love on Me | 4:33 |
| B1. | On and On and On        | 3:41 |

## Crédits
- Agnetha Fältskog – chant principal
- Anni-Frid Lyngstad – chœurs
- Benny Andersson – claviers, synthétiseurs, chœurs
- Björn Ulvaeus – guitare, chœurs
- Lasse Wellander – guitare
- Rutger Gunnarsson – basse
- Ola Brunkert – batterie

## Classements et certifications

### Classements
| Classement (1981)                      | Meilleure position |
| -------------------------------------- | ------------------ |
| Allemagne de l'Ouest (Media Control)   | 26                 |
| Belgique (Flandre Ultratop 50 Singles) | 13                 |
| États-Unis (Hot Dance/Disco Club Play) | 1                  |
| Irlande (IRMA)                         | 8                  |
| Israël (IBA)                           | 10                 |
| Royaume-Uni (UK Singles Chart)         | 7                  |

| Classement (2020)                         | Meilleure position |
| ----------------------------------------- | ------------------ |
| Belgique (Flandre Back Catalogue Singles) | 30                 |

| Classement (1981)                      | Position |
| -------------------------------------- | -------- |
| États-Unis (Hot Dance/Disco Club Play) | 42       |

### Certifications
| Pays                                                                    | Certification | Ventes certifiées |
| ----------------------------------------------------------------------- | ------------- | ----------------- |
| Royaume-Uni (BPI)                                                       | Argent        | 200 000^          |
| ^Mise en rayon selon la certification xNon précisé par la certification |               |                   |

## Historique de sortie
| Pays/Région          | Date                    | Format                      | Label(s)                | Réf.   |
| -------------------- | ----------------------- | --------------------------- | ----------------------- | ------ |
| Divers               | 3 novembre 1980 (album) | Vinyle, cassette, cartouche | Polar / Epic / Atlantic | [ 11 ] |
| Allemagne de l'Ouest | 3 juillet 1981          | maxi 45 tours               | Polydor                 | [ 2 ]  |
| Pays-Bas             | 3 juillet 1981          | maxi 45 tours               | Polydor                 | [ 2 ]  |
| Pays-Bas             | 3 juillet 1981          | maxi 45 tours               | Epic                    | [ 2 ]  |
| Royaume-Uni          | 3 juillet 1981          | maxi 45 tours               | Epic                    | [ 2 ]  |
| États-Unis           | 1981                    | maxi 45 tours               | Atlantic                | [ 2 ]  |
| France               | 1981                    | maxi 45 tours               | Vogue                   | [ 2 ]  |
| Royaume-Uni          | avril 1984              | 45 tours                    | Epic                    | [ 2 ]  |
| Allemagne            | 1989                    | CD single                   | - Polydor - PolyGram    | [ 2 ]  |
| Europe               | 30 octobre 2020         | 45 tours picture-disc       | Polar                   | [ 12 ] |

## Reprises
Lay All Your Love on Me a été repris au cours des années par de nombreux artistes dont le groupe anglais Brotherhood of Man et le compositeur français Franck Pourcel dans une version instrumentale en 1981. La même année paraît également un remix par le projet musical néerlandais The Bank.
La chanson a également été reprise par :
- Les petits chanteurs d'Asnières (Abbacadabra) en France en 1983 ;
- le groupe américain Information Society en 1989, cette version se classe à la 83e place du Billboard Hot 100 ;
- le groupe britannique Erasure sur Abba-esque (1992), un EP-4 titres hommage à ABBA, qui se classe n°1 au Royaume-Uni et en Suède en 1992 ;
- le groupe d'eurodance allemand E-Rotic en 1997 ;
- les groupes de dance A-Teens et Steps ainsi que le groupe de métal allemand Helloween de leur album Metal Jukebox en 1999 ;
- le groupe de dance belge Sylver reprend en 2006 la chanson qui paraît sur leur quatrième album Crossroads. Après sa sortie en single elle atteint la 5e, la 26e et 32e place des classements en Belgique néerlandophone, en Allemagne et en Autriche respectivement[13].